# Plan B (операционная система)
Plan B — операционная система, ответвлённая от Plan 9 и предназначенная для работы в распределённой динамической среде.
Plan B известна отказом от семантики файла в пользу более мощного понятия «коробки» (box).

## Основные принципы архитектуры
- Все ресурсы представлены как (volumes) «тома» «объемы» «свитки».
- Система работает с локальными и удаленными «коробками» посредством общего протокола, но допускается также централизованная замена этого протокола на любой другой.
- Как и в Plan 9, пространство имён — приватное по отношению к конкретному процессу, и его можно модифицировать путём именования «свитков» и определения правил, согласно которым происходит автоматический импорт сетевых ресурсов.
- Системные вызовы оперируют именами, по возможности в программах не используются файловые дескрипторы.